# Robert Smoleń
Robert Smoleń (ur. 20 maja 1964 w Żaganiu) – polski polityk, poseł na Sejm IV kadencji.

## Życiorys
Ukończył w 1988 studia na Wydziale Dziennikarstwa Moskiewskiego Państwowego Instytutu Stosunków Międzynarodowych. Od 1988 do 1995 pracował w Ministerstwie Spraw Zagranicznych.
W latach 1997–2001 był podsekretarzem stanu w Kancelarii Prezydenta Aleksandra Kwaśniewskiego. Sprawował mandat posła na Sejm IV kadencji z okręgu zielonogórskim, wybranego z listy Sojuszu Lewicy Demokratycznej. Pełnił funkcję zastępcy przewodniczącego Komisji Samorządu Terytorialnego i Polityki Regionalnej, przewodniczącego Komisji do Spraw Unii Europejskiej oraz rzecznika klubu parlamentarnego SLD. W 2004 (od 1 maja do 19 lipca) pełnił mandat posła do Parlamentu Europejskiego. W 2005 nie ubiegał się o reelekcję w wyborach do Sejmu.
Pracował w Polskim Instytucie Spraw Międzynarodowych jako analityk, następnie wrócił do MSZ.
W przedterminowych wyborach parlamentarnych w 2007 bez powodzenia kandydował do Sejmu z listy koalicji Lewica i Demokraci. W tym samym roku opuścił SLD, a w wyborach do Parlamentu Europejskiego w 2009 startował z listy koalicyjnego komitetu o nazwie Porozumienie dla Przyszłości – CentroLewica. W wyborach prezydenckich w 2010 był szefem sztabu Andrzeja Olechowskiego. We wrześniu tego samego roku założył struktury Stronnictwa Demokratycznego w Zielonej Górze, a 11 grudnia 2010 został członkiem zarządu głównego tej partii. 21 kwietnia 2012 został wybrany na szefa lubuskiej rady regionalnej SD. 23 marca 2013 został ponownie wybrany na tę funkcję, a 20 kwietnia tego samego roku na wiceprzewodniczącego partii. 7 marca 2015 przyjęto jego rezygnację z funkcji szefa SD w województwie lubuskim. W tym samym roku znalazł się w sztabie wyborczym Partii Demokratycznej (jako opiekun regionu lubuskiego). Po kongresie SD 23 kwietnia 2016 nie znalazł się ponownie we władzach krajowych partii.